# Szakács Eszter (költő)
Szakács Eszter (Pécs, 1964. április 21. –) magyar költő, író, könyvtáros.

## Életpálya
A Pécsi Művészeti Szakközépiskola ötvös szakán végzett 1983-ban, majd a Janus Pannonius Tudományegyetem Tanárképző Karán, földrajz–rajz szakon szerzett diplomát 1988-ban. Ettől az évtől kezdve – egy-egy rövidebb skóciai és hollandiai tartózkodást leszámítva –, a pécsi Egyetemi Könyvtárban dolgozik.

## Díjak, ösztöndíjak
- 2009 Aranyvackor pályázat, II. helyezés
- 2007 Vas István-díj
- 2005 Nizzai Kavics díj
- 2002 Radnóti-díj
- 2000 Soros-ösztöndíj
- 1998 Déry Tibor-díj
- 1998 Móricz Zsigmond-ösztöndíj
- 1993 Gérecz Attila-díj

## Verseskötetek
- 2009 Vízre írt (Válogatott versek) [halott link] Jelenkor
- 2006 Saudade  Jelenkor
- 2002 Álombeszéd  Széphalom Könyvműhely
- 1999 Másik hely, másik idő , Széphalom Könyvműhely
- 1995 Süllyedő Atlantiszom , Stádium
- 1993 Halak kertje [halott link], Stádium

## Mesekönyvek
- 2013 Kallantyú meséi  Pagony
- 2011 Tulipánháború  Pagony
- 2010 Villámhajigáló Diabáz  Liget

## Ifjúsági regények
- A nulladik zsebuniverzum; Tilos az Á Könyvek, Bp., 2020
- Babilon; Tilos az Á Könyvek, Bp., 2018
- A szelek tornya; Pagony, Bp., 2016
- Füstmágus; Tilos az Á Könyvek, Bp., 2022
- A szelek tornya. Grifflovasok; Tilos az Á Könyvek, Bp., 2023

## Egyéb művek
- 2011 Álomkatalógus  (esszé) Holmi, 2011/3. p. 311-314.
- 2010 Hetes égzár  (Netnapló 7.) Litera.hu – 2010. február 14.
- 2010 Orrvérzéstől orrvérzésig  (Netnapló 6.) Litera.hu – 2010. február 13.
- 2010 A felejtés képei  (Netnapló 5.) Litera.hu – 2010. február 12.
- 2010 Majmok és hangyák  (Netnapló 4.) Litera.hu – 2010. február 11.
- 2010 Álomkatalógus  (Netnapló 3.) Litera.hu – 2010. február 10.
- 2010 Archie  (Netnapló 2.) Litera.hu – 2010. február 9.
- 2010 Ház Korfun  (Netnapló 1.) Litera.hu – 2010. február 8.
- 2009 A vers születése és halála  (esszé) Holmi, 2009/5. p. 605-612.